# Anti (album)
Anti is het achtste studioalbum van de Barbadiaanse zangeres Rihanna. Het album kwam uit op 28 januari 2016, een dag na het verschijnen van de eerste single van het album Work (feat. Drake). Het album bracht vier singles voort; Work (feat. Drake), Kiss It Better, Needed Me en Love On The Brain. Work is de enige single met een notering in de Nederlandse Top 40. Het album werd een paar dagen weggegeven via muziekdienst Tidal. Het was de eerste week enkel te streamen op Tidal, vervolgens ook op alle andere streamingplatformen.
Rihanna stelde het album live voor tijdens de Anti World Tour, waarin ze 75 concerten gaf. Anti verkreeg 7 nominaties op de 59e Grammy Awards. 

## Tracklist
| 1.                 | Consideration (feat. SZA) | Scum, Kuk Harrell                               | 2:41 |
| 2.                 | James Joint               | Taylor Harrell                                  | 1:12 |
| 3.                 | Kiss It Better            | Harrell, Glass John                             | 4:13 |
| 4.                 | Work (feat. Drake)        | Boi-1da,Harrell,Noah "40" Shebib                | 3:39 |
| 5.                 | Desperado                 | Schultz, Harrell                                | 3:06 |
| 6.                 | Woo                       | Hit-Boy, Travis Scott, Harrell                  | 3:55 |
| 7.                 | Needed Me                 | DJ Mustard, Twice as Nice, Frank Dukes, Harrell | 3:11 |
| 8.                 | Yeah, I Said It           | Timbaland, Daniel Jones, Harrell,               | 2:13 |
| 9.                 | Same Ol' Mistakes         | Kevin Parker, Harrell                           | 6:37 |
| 10.                | Never Ending              | Harrell, Sabo                                   | 3:22 |
| 11.                | Love on the Brain         | Ball, Harrell                                   | 3:44 |
| 12.                | Higher                    | Harrell, No I.D.                                | 2:00 |
| 13.                | Close to You              | Brian Kennedy, Harrell                          | 3:43 |
| Totale duur: 43:36 |                           |                                                 |      |

| 14.                | Goodnight Gotham | Mitus, Harrell                  | 1:28 |
| 15.                | Pose             | Hit-Boy, Scott, Harrell         | 2:24 |
| 16.                | Sex with Me      | Boi-1da, Dukes, Vinylz, Harrell | 3:26 |
| Totale duur: 50:54 |                  |                                 |      |

## Hitnoteringen
| Land                | Hoogste notering | Aantal weken |
| ------------------- | ---------------- | ------------ |
| Australië           | 5                | 13           |
| België (Vlaanderen) | 8                | 64           |
| België (Wallonië)   | 8                | 42           |
| Denemarken          | 3                | 89           |
| Duitsland           | 3                | 30           |
| Frankrijk           | 6                | 34           |
| Finland             | 5                | 40           |
| Italië              | 10               | 32           |
| Nederland           | 3                | 86           |
| Nieuw-Zeeland       | 5                | 88           |
| Noorwegen           | 1                | 75           |
| Oostenrijk          | 7                | 11           |
| Portugal            | 11               | 7            |
| Spanje              | 4                | 33           |
| Zwitserland         | 2                | 27           |
| Zweden              | 2                | 68           |